# 浮屠街站
浮屠街站位于湖北省黄石市阳新县浮屠镇，建于1989年。现为四等站。客运办理旅客乘降，不办理行李、包裹托运；不办理货运。